# Assur (Bibbia)
Assur (in ebraico אַשּׁוּר‎?) spesso traslitterato anche come Ashur, era il secondo figlio di Sem, figlio di Noè. I fratelli di Assur erano Elam, Arpacsad, Lud e Aram.
E' considerato il fondatore eponimo degli Assiri.